# Eohypochthonius asiaticus
Eohypochthonius asiaticus är en kvalsterart som först beskrevs av Berlese 1910.  Eohypochthonius asiaticus ingår i släktet Eohypochthonius och familjen Hypochthoniidae. Inga underarter finns listade i Catalogue of Life.